# Orden van de Sovjetrepublieken
De val van het Tsarenrijk werd gevolgd door anarchie en chaos. Grote delen van het oude rijk verklaarden zich onafhankelijk. Finland, Estland, Letland en Litouwen bleven onafhankelijk maar Oekraïne werd door de Sovjets heroverd. De Russische Socialistische Federatieve Sovjetrepubliek stelde orden in die in organisatie en ontwerp revolutionair mogen worden genoemd. Het zijn de eerste socialistische orden en de kleur rood overheerst bij de sterren en medaillons die geen van allen het oude vertrouwde beeld van de kruisen aanhielden. De ontwerpen waren vernieuwend zoals ook de architectuur en de toegepaste kunsten dat enige jaren lang waren. Toen de ambtenaren en partijfunctionarissen van de Communistische Partij hun macht steeds meer uitbreidden werden vernieuwende ontwerpen verboden. De kunstenaars in de Sovjet-Unie kregen van hogerhand het socialistisch realisme en kitscherige neostijlen voorgeschreven.
In 1924 stelde de Opperste Sovjet de eerste orde in en binnen tien jaar werden de Orden van de Soevereine Sovjet-Republieken niet meer toegekend.
De Volksrepubliek Tuvan trad laat toe tot de unie en behield lange tijd de eigen orden.

## Russische Socialistische Federatieve Sovjetrepubliek
| Versiersel              | Naam (Nederlands/Russisch/Latijnse letters) | Stichtingsdatum   | Beschrijving | Aantal                                        |
| ----------------------- | --- | ----------------- | --- | --------------------------------------------- |
| Orde van de Rode Banier | Orde van de Rode Banier Орден Красного Знамени Orden Krasnogo Znameni | 16 september 1918 | De Orde van de Rode Banier was van 1918 tot aan de instelling van een sterk op dit versiersel lijkende Sovjet-Orde met dezelfde naam de enige en dus hoogste militaire onderscheiding.                                    | Rond de 22000 exemplaren                      |
|                         | Orde van de Rode Vlag van de Arbeid Орден Трудового Красного Знамени Orden Trudovogo Krasnogo Znameni | 28 december 1920  | De civiele evenknie van de Orde van de Rode Vlag werd voor uitzonderlijk prestaties op het werk uitgereikt. De orde bestond tot aan de instelling van een sterk op dit versiersel lijkende Sovjet-Orde met dezelfde naam. | 163 exemplaren                                |
|                         | Medaille voor de Derde Verjaardag van de Grote Socialistische Oktober Revolutie Медаль «3-я годовщина Великой Октябрьской социалистической революции Medal «3-ja godovshchina Velikoj Oktjabr'skoj sotsialisticheskoj revoljutsii» | oktober 1920      | Deze herinneringsmedaille werd geen deel van de onderscheidingen van de Sovjet-Unie. | 3000 zilveren medailles 400 bronzen medailles |
|                         | Insigne van een "Held van de Arbeid" Знак Отличия «Герой Труда» Znak Otlichija «Geroj Truda» | 1922              | |                                               |

## Autonome Russische Federatieve Socialistische Sovjet Republiek der Bergvolkeren
| Versiersel | Naam (Engels/Russisch/Latijnse letters) | Stichtingsdatum | Beschrijving | Aantal |
| ---------- | --- | --------------- | ------------ | ------ |
|            | Ereteken van de Autonome Russische Federatieve Socialistische Sovjet Republiek der Bergvolkeren Знак Отличия Горской Автономной Советской Социалистической Республики Znak Otlinchija Gorskoj Avtonomnoj Sovetskoj Sotsialisticheskoj Respubliki | 1920            |              |        |

## Georgische Socialistische Sovjetrepubliek
| Versiersel                           | Naam (Engels/Russisch/Latijnse letters)                                                         | Stichtingsdatum | Beschrijving                                                                             | Aantal |
| ------------------------------------ | ----------------------------------------------------------------------------------------------- | --------------- | ---------------------------------------------------------------------------------------- | ------ |
| Order Of The Red Banner              | Orde van de Rode Vlag «წითელი დროშის» ორდენი                                                    | 1923            | Deze Orde van de Rode Vlag was de enige militaire en civiele onderscheiding van Georgië. |        |
| 'Orde van de Rode Vlag van de Arbeid | Orde van de Rode Vlag van de Arbeid (eerste en tweede uitvoering) «შრომის წითელი დროშის» ორდენი | 1928            |                                                                                          |        |

## Azerbeidzjaanse Socialistische Sovjetrepubliek
| Versiersel | Naam (Engels/Russisch/Latijnse letters)                           | Stichtingsdatum | Beschrijving                                                           | Aantal |
| ---------- | ----------------------------------------------------------------- | --------------- | ---------------------------------------------------------------------- | ------ |
|            | Orde van de Rode Vlag «Qırmızı Bayraq» Ordeninə                   | 1920            | De hoogste orde van de Azerbeidzjaanse Socialistische Sovjetrepubliek. |        |
|            | Orde van de Arbeid «Əmək» Ordeni                                  | 1922            |                                                                        |        |
|            | Orde van de Rode Vlag van de Arbeid «Qırmızı Əmək Bayrağı» Ordeni | 1929            |                                                                        |        |

## Wit-Russische Socialistische Sovjetrepubliek
| Versiersel                           | Naam (Engels/Russisch/Latijnse letters)                                | Stichtingsdatum | Beschrijving | Aantal |
| ------------------------------------ | ---------------------------------------------------------------------- | --------------- | ------------ | ------ |
| 'Orde van de Rode Vlag van de Arbeid | Orde van de Rode Vlag van de Arbeid Ордэн «Працоўнага Чырвонага Сцяга» | 10 oktober 1924 |              |        |

## Volksrepubliek Chorasmië
| Versiersel         | Naam (Engels/Russisch/Latijnse letters) | Stichtingsdatum | Beschrijving | Aantal |
| ------------------ | --------------------------------------- | --------------- | ------------ | ------ |
| Orde van de Arbeid | Orde van de Arbeid                      | 1922            |              |        |

## Oekraïense Socialistische Sovjetrepubliek
| Versiersel                           | Naam (Engels/Russisch/Latijnse letters)                                 | Stichtingsdatum | Beschrijving | Aantal |
| ------------------------------------ | ----------------------------------------------------------------------- | --------------- | ------------ | ------ |
| 'Orde van de Rode Vlag van de Arbeid | Orde van de Rode Vlag van de Arbeid Орден «Трудового Червоного Прапора» | 1921            |              |        |

## Tadzjiekse Socialistische Sovjetrepubliek
| Versiersel                           | Naam (Engels/Russisch/Latijnse letters) | Stichtingsdatum | Beschrijving | Aantal |
| ------------------------------------ | --------------------------------------- | --------------- | ------------ | ------ |
| 'Orde van de Rode Vlag van de Arbeid | Orde van de Rode Vlag van de Arbeid     | 1930            |              |        |

## Transkaukasische Socialistische Federatieve Sovjetrepubliek
| Versiersel                          | Naam (Nederlands/Russisch/Latijnse letters) | Stichtingsdatum | Beschrijving | Aantal                  |
| ----------------------------------- | ------------------------------------------- | --------------- | ------------ | ----------------------- |
| Orde van de Rode Vlag van de Arbeid | Orde van de Rode Vlag van de Arbeid         | Januari 1923    |              | Ongeveer 140 exemplaren |

## Volksrepubliek Toeva
| Versiersel             | Naam (Nederlands)                               | Stichtingsdatum | Beschrijving | Aantal |
| ---------------------- | ----------------------------------------------- | --------------- | ------------ | ------ |
|                        | Orde van Verdienste voor de Nationale Revolutie | 1935            |              |        |
| 'Orde van de Republiek | Orde van de Republiek                           | 1941            |              |        |
|                        | Orde van de Arbeid                              |                 |              |        |

## Volksrepubliek Boechara
| Versiersel                        | Naam (Engels/Russisch/Latijnse letters) | Stichtingsdatum | Beschrijving | Aantal |
| --------------------------------- | --------------------------------------- | --------------- | ------------ | ------ |
| Ordevan de Rode Ster Ie Klasse    | Orde van de Rode Ster 1e Klasse         | 3 augustus 1922 |              |        |
| Orde van de Rode Ster IIe Klasse  | Orde van de Rode Ster IIe Klasse        | 3 augustus 1922 |              |        |
| Orde van de Rode Ster IIIe Klasse | Orde van de Rode Ster IIIe Klasse       | 3 augustus 1922 |              |        |

Orde van Sint-Andreas de Eerstgeroepene ·
Orde van de Heilige Catharina ·
Sint-Jorisorde ·
Orde van Sint-Anna ·
Alexander Nevski-orde ·
Orde van de Witte Adelaar (Polen) ·
Orde van Sint-Stanislaus ·
Orde van Sint-Vladimir ·
Herdenkingsdecoratie voor het 300-jarig bestaan van de Romanov-dynastie ·
Orde van het Rode Kruis voor Vrouwen en Meisjes ·
Soevereine Militaire Hospitaalorde van Sint-Jan van Jeruzalem en Malta in Rusland ·
Held van de Arbeid (1922) ·
Orde van de Rode Vlag van de Arbeid ·
Leninorde ·
Leninprijs ·
Held van de Sovjet-Unie ·
Gouden Ster ·
Orde van de Oktoberrevolutie ·
Ereteken van de Sovjet-Unie ·
Orde van de Glorie van de Arbeid ·
Orde van de Rode Banier ·
Held van de Socialistische Arbeid ·
Moeder-Heldin .
Heldenstad ·
Meester in de sport ·
Orde van de Vriendschap ·
Orde van de Vaderlandse Oorlog ·
Orde van de Eer ·
Orde van de Glorie ·
Orde van Nachimov ·
Orde van Koetoezov ·
Orde van Oesjakov ·
Orde van Soevorov ·
Orde van Bogdan Chmelnitski ·
Orde van de Rode Ster ·
Orde van de Heilige Aartsengel Michaël ·
Onderscheidingskruis van de Heilige Apostelgelijke Vorstin Olga ·
Orde van Sint-Nicolaas de Wonderdoener
Zie ook: Ridderorden in Rusland · Orden van de Sovjetrepublieken · Orden van de Sovjet-Unie · Medailles van de Sovjet-Unie
Orden van Oekraïne

Held van Oekraïne (Gouden Ster · van de Natie)

Vrijheid ·
Vorst Jaroslav de Wijze ·
Verdienste ·
Bohdan Chmelnytsky ·
Helden van de Hemelse Honderd ·
Dapperheid ·
Vorstin Olha ·
Daniel van Galicië ·
Dapper Werk in de Mijnen

Oekraïense presidentiële en militaire onderscheidingen

Kruis voor Militaire Verdienste ·
Ivan Mazepa-Kruis ·
Geëerd Beoefenaar van de Kunsten ·
25 jaar onafhankelijkheid ·
Gouden Hart

Ereteken ·
Medaille voor steun aan de Oekraïense strijdkrachten

Zie ook orden, onderscheidingen en medailles van:

Oekraïne (draagvolgorde) · 
Oekraïense Volksrepubliek (Orde van het IJzeren Kruis) · 
 OekSSR (Rode Vlag van de Arbeid)